# Corn blanc
El corn blanc (Hexaplex trunculus, abans Murex trunculus) és una espècie de gastròpode marí de la família Muricidae.
Aquesta espècie té importància històrica pel fet que les seves glàndules hipobranquials secreten un moc que els antics fenicis i canaanites utilitzaven per al tint porpra blau indigo. També és comestible.

## Característiques
Hexaplex trunculus té una closca cònica de 4 a 10 cm de llargada. Els colors són variats amb bandes fosques en quatre varietats.

## Distribució
Viu al Mediterrani i Atlàntic d'Europa i Àfrica, específicament Espanya, Portugal, Marroc, illes Canàries, Açores.
|  |  |